# Ироилаплап
Ироилаплап (марш. Iroojļapļap) — титул первостепенных вождей на Маршалловых островах.
Согласно III статьи конституции Маршалловых островов данный титул признается на островах, и устанавливает совет Ирои, в который входят собственно сами члены Ироилаплап, а также некоторые другие традиционные вожди. Совет имеет право «рассмотреть любые вопросы, представляющие интересы для республики Маршалловы Острова, а также может выразить своё мнение по любому спорному вопросу в парламент». Совет также имеет право на официальный запрос о повторном рассмотрении любого законопроекта в Нитийелу (законодательный орган Маршалловых Островов), который может касаться обычного права, традиционной практики, или на землю.